# Carsten Kunkel
 Carsten Kunkel (* 1974 in West-Berlin) ist ein deutscher Rechtswissenschaftler und Professor an der Technischen Hochschule Wildau.

## Leben
Kunkel studierte Betriebswirtschaftslehre und Rechtswissenschaften in Berlin und Rom. Sein Jurastudium schloss er 2003 mit dem Ersten Juristischen Staatsexamen ab. Er promovierte 2007 an der Freien Universität Berlin mit einem interdisziplinären Thema zum unlauteren Wettbewerb. Von 2006 war er als Rechtsanwalt in einigen  Wirtschaftskanzleien tätig. 2011 übernahm er eine Professur in Wildau. Darauf folgte die Gründung des Privaten Instituts für Angewandtes Wirtschaftsrecht (PrInAW), in dem er die Rolle des Direktors übernahm. Zu seinen Forschungsschwerpunkten gehören insbesondere Gesellschaftsrecht, Vertragsgestaltung sowie Wirtschaftsstrafrecht, Datenschutzrecht und Compliance.
Im Rahmen internationaler Zusammenarbeit betreut Kunkel verschiedene englischsprachige Dissertationen zu rechtswissenschaftlichen sowie betriebswirtschaftlichen Themen.
Kunkel ist unter anderem Vertrauensdozent der Friedrich-Naumann-Stiftung für die Freiheit und Mitglied der gesellschaftsrechtlichen Vereinigung - wissenschaftliche Vereinigung für Unternehmens- und Gesellschaftsrecht (VGR) e.V., sowie Prodekan im Fachbereich Wirtschaft, Informatik, Recht der TH Wildau (seit 2017) und war stellvertretender Vorsitzender des Senats der TH Wildau. Kunkel ist Gründer und Leiter der Forschungsgruppe "Digital Business", die digitale und kooperative Geschäftsmodelle sowohl aus wirtschafts- als auch aus rechtswissenschaftlicher Perspektive insbesondere vor dem Hintergrund der Entwicklung neuer Technologien (Blockchain, KI u. a.) untersucht.
Sein Lehrbuch zur Vertragsgestaltung zählt zu den kautelarjuristischen Standardwerken im deutschsprachigen Raum und ist in diesem Bereich das meist heruntergeladene Lehrbuch. Darüber hinaus hat er zahlreiche Lehr- und Übungsbücher sowie sonstige Monographien verfasst und kommentiert ferner als ständiger Autor diverser juris Praxis-Reporte Rechtsprechung in den Bereichen Handels- und Gesellschaftsrecht, Compliance und Investigations sowie im Strafrecht.
Kunkel ist verheiratet und hat eine Tochter.

## Schriften

### Bücher
- Zur Strafwürdigkeit unwahrer, irreführender Absatzwerbung im Sinne des Paragraph 16 Abs. 1 UWG: eine Untersuchung zu Schutzzweck und praktischer Bedeutung der Vorschrift sowie alternativen Sanktionsmöglichkeiten im Lichte subsidiären Rechtsgüterschutzes (Dissertation), Berlin: Tenea, 2007, ISBN 978-3-86504-188-3
- Vertragsgestaltung. Eine methodisch-didaktische Einführung, Berlin, Heidelberg 2016, ISBN 978-3-662-48430-2
- Gesellschaftsrecht I. Recht der Personengesellschaften. Übungsbuch für Wirtschaftsjuristen, 3. Auflage, Berlin 2017 (Co-Autor), ISBN 978-3-7450-1381-8
- Gesellschaftsrecht II. Recht der Kapitalgesellschaften. Übungsbuch für Wirtschaftsjuristen, 3. Auflage, Berlin 2017 (Co-Autor), ISBN 978-3-7450-1382-5
- Besonderes Wirtschaftsprivatrecht. Ein Lehrbuch mit den Grundzügen des Handels-, Gesellschafts- und Arbeitsrechts. Schriftenreihe des Privaten Instituts für Angewandtes Wirtschaftsrecht - Band 6, Berlin 2020 (Co-Autor), ISBN 978-3-7502-8979-6
- Vertragsverhandlung und Spieltheorie. Kautelarjuristische Schriftenreihe zum Wirtschaftsrecht, Band 2, 2. Auflage, Berlin 2020 (Co-Autor), ISBN 978-3-7502-9539-1

### Artikel und Tagungsbeiträge
- Zur Zulässigkeit automatisierter Entscheidungen im Einzelfall einschließlich Profiling im Sinne des Art. 22 DSGVO – Praxisrelevanz und Wirksamkeit der Norm in Zeiten von Big Data und KI (Co-Autor), in: T. Bartion, C. Müller, Künstliche Intelligenz in der Anwendung. Angewandte Wirtschaftsinformatik, Band 5. Wiesbaden 2021, S. 9–23
- Digitalisierung first - Beschäftigtendatenschutz second? Wissenschaft trifft Praxis (Co-Autor). 2019, 11, S. 56–65
- The Directive on Antitrust Damages Actions and the European Leniency Program. Wissenschaftliche Beiträge 2018 (Co-Autor). S. 79–83
- Zur Bedeutung der Kautelarjurisprudenz (Vertragsgestaltung) in Ausbildung (und Praxis), in: Jahrbuch der Rechtsdidaktik. Yearbook of Legal Education. Berlin 2018, S. 173–198
- Die Kunst der Vertragsverhandlung – Spieltheorie einmal anders, in: Jahrbuch der Rechtsdidaktik 2016. Yearbook of Legal Education (Co-Autor). Berlin 2017, S. 235–258
- Zur praktischen Bedeutung der kautelarjuristischen Ausbildung im wirtschaftsjuristischen Studium, Tagungsbeitrag im Rahmen der 20. Arbeitstagung der Studiengänge Wirtschaftsrecht der Wirtschaftsjuristischen Hochschulvereinigung (WHV) und der Fachhochschule Bielefeld
- Zur Vermögenslosigkeit einer GmbH i. S. d. § 394 Abs. 1 FamFG – ein Beitrag „de lege ferenda“ und zugleich eine Besprechung von OLG Karlsruhe v. 21. August 2014, 11 Wx 92/13, in: Rpfleger 2016, 381 ff. (Heft 7)
- Zu Bedeutung und möglichen Haftungsrisiken bei der Umsetzung von gesellschaftsrechtlichen Bürgerbeteiligungsmodellen bei Erneuerbare-Energien-Projekten, in: Umweltbericht der Technischen Hochschule Wildau 2015, Wildau 06/2015, S. 57 ff.
- Fracking vs. Erneuerbare Energien – wie kann man den Bürger stärker beteiligen? (Co-Autor), in: Umweltbericht der Technischen Hochschule Wildau 2015, Wildau 06/2015, S. 48 f.
- "Compliance - Modethema oder Pflichtprogramm guter Unternehmensführung? Über die Bezüge zum Gesellschaftsrecht", 3. hochschulweites Forschungskolloquium der TH Wildau [FH], Wildau, 9. Januar 2014
- Zu Bedeutung und möglichen Haftungsrisiken bei der Umsetzung von gesellschaftsrechtlichen Bürgerbeteiligungsmodellen bei Erneuerbare-Energien-Projekten, in: Wissenschaftliche Beiträge der TH Wildau [FH] 2013, Wildau 06/2013, S. 31 ff.
- Allgemeine Geschäftsbedingungen und ÖPP, in: das rathaus 4/2008, S. 110 ff.
- Zur praktischen Bedeutung der strafbaren Werbung gemäß § 16 Abs. 1 UWG vor dem Hintergrund der Ausgestaltung als Privatklagedelikt, in: WRP 3/2008, S. 292 ff.
- Zur Anwendbarkeit des Rechts der Allgemeinen Geschäftsbedingungen auf Öffentlich Private Partnerschaften (ÖPP), in: NJW 34/2007, S. 2433 ff. (Co-Autor)
- Zum Verhältnis der Darlehensgewährung der Komplementär-GmbH an ihre KG und der Leistung der Stammeinlage, in: NZG 14/2007, S. 527 ff. (Co-Autor)